# Tipula (Vestiplex) wrangeliana
Tipula (Vestiplex) wrangeliana is een tweevleugelige uit de familie langpootmuggen (Tipulidae). De soort komt voor in het Palearctisch gebied.